# Joseph Charbonneau
Joseph Charbonneau (ur. 31 lipca 1892 w Alfred and Plantagenet, zm. 19 listopada 1959 w Victorii) – arcybiskup Montrealu. 
Święcenia kapłańskie przyjął 24 czerwca 1916. 22 czerwca 1939 został mianowany przez papieża Piusa XI biskupem Hearst. Sakrę biskupią otrzymał 15 sierpnia 1939. 31 sierpnia 1940 został arcybiskupem Montrealu. W 1949 poparł strajkujących w Asbestos. W odwecie Maurice Duplessis, premier Quebecu, domagał się od Watykanu odwołania arcybiskupa z Montrealu. Krótko po zakończeniu strajku Charbonneau złożył rezygnację 9 lutego 1950 i został wysłany na wcześniejszą emeryturę do Kolumbii Brytyjskiej, gdzie podjął pracę jako kapelan szpitalny. Zmarł w wyniku zawału serca. 